# España (Walzer)

Notenheft von 1890

España ist ein 1886 komponierter Konzertwalzer von Émile Waldteufel (op. 236). Entsprechend einer Erlaubnis seines Verlegers Hopwood & Crew nutzte er hierfür in erheblichem Maß Themen aus fremden Werken, insbesondere der gleichnamigen Rhapsodie von Emmanuel Chabrier von 1883, in geringerem Umfang auch aus dessen einaktiger Operette Une éducation manque von 1879. Chabrier wiederum hatte in seiner Rhapsodie Elemente der spanischen Volksmusik verarbeitet, die er auf einer ausgedehnten Reise 1882 kennengelernt hatte. Beide Werke sind dementsprechend von ausgesprochen lebhafter südländisch-folkloristischer Stimmung geprägt. Auch in der Orchestrierung folgt Waldteufel häufig seinem Vorbild, was sich etwa in einem charakteristischen Summen der Cellos im zweiten Satz bemerkbar macht, oder in den schmetternden Posaunenklängen des vierten.
Waldteufels España war Grundlage für Cindy & Berts Song Wenn die Rosen erblühen in Malaga von 1975.